# Kettlebell

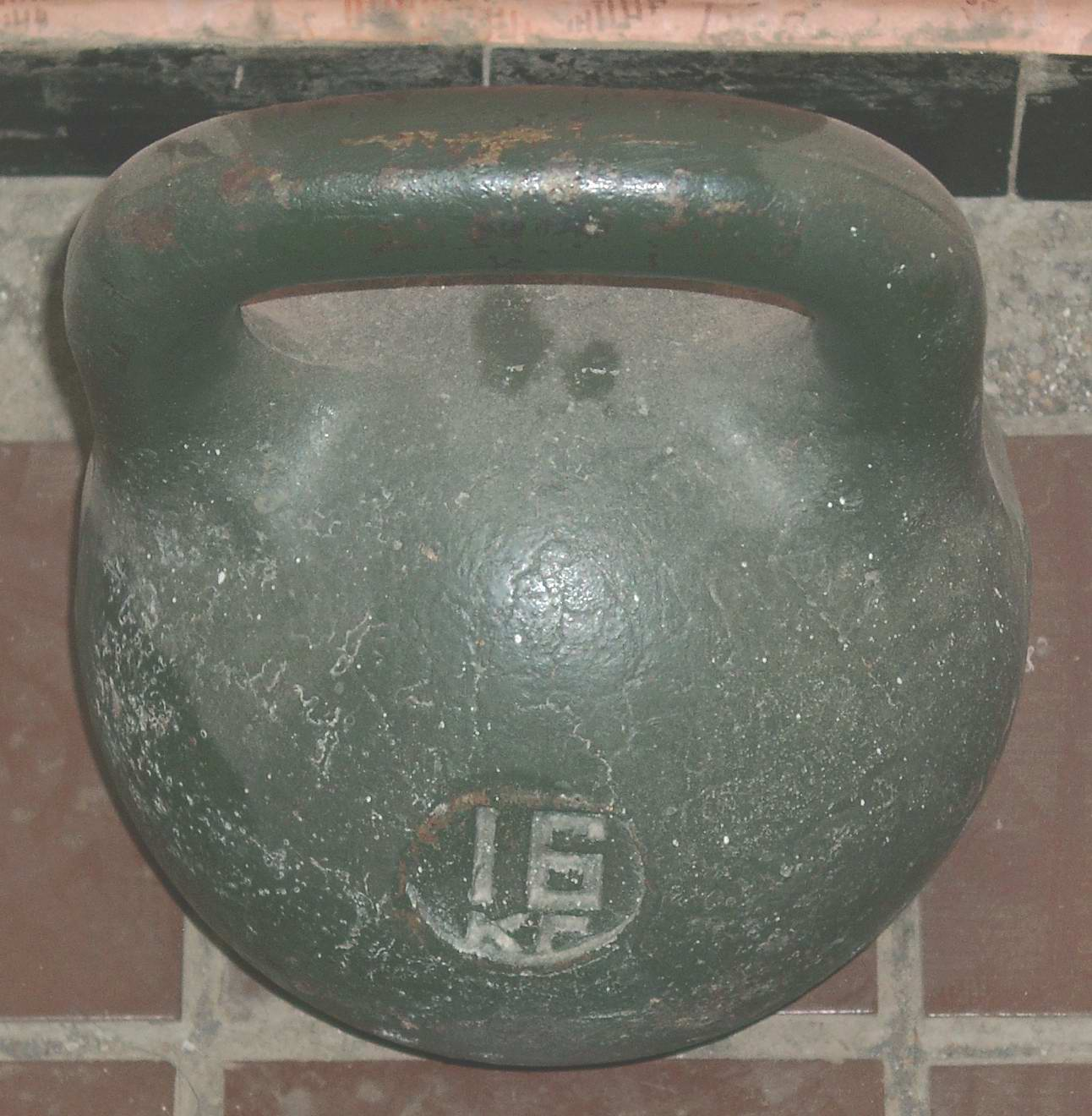
Gietijzeren gewicht van 1 poed (16 kilo)

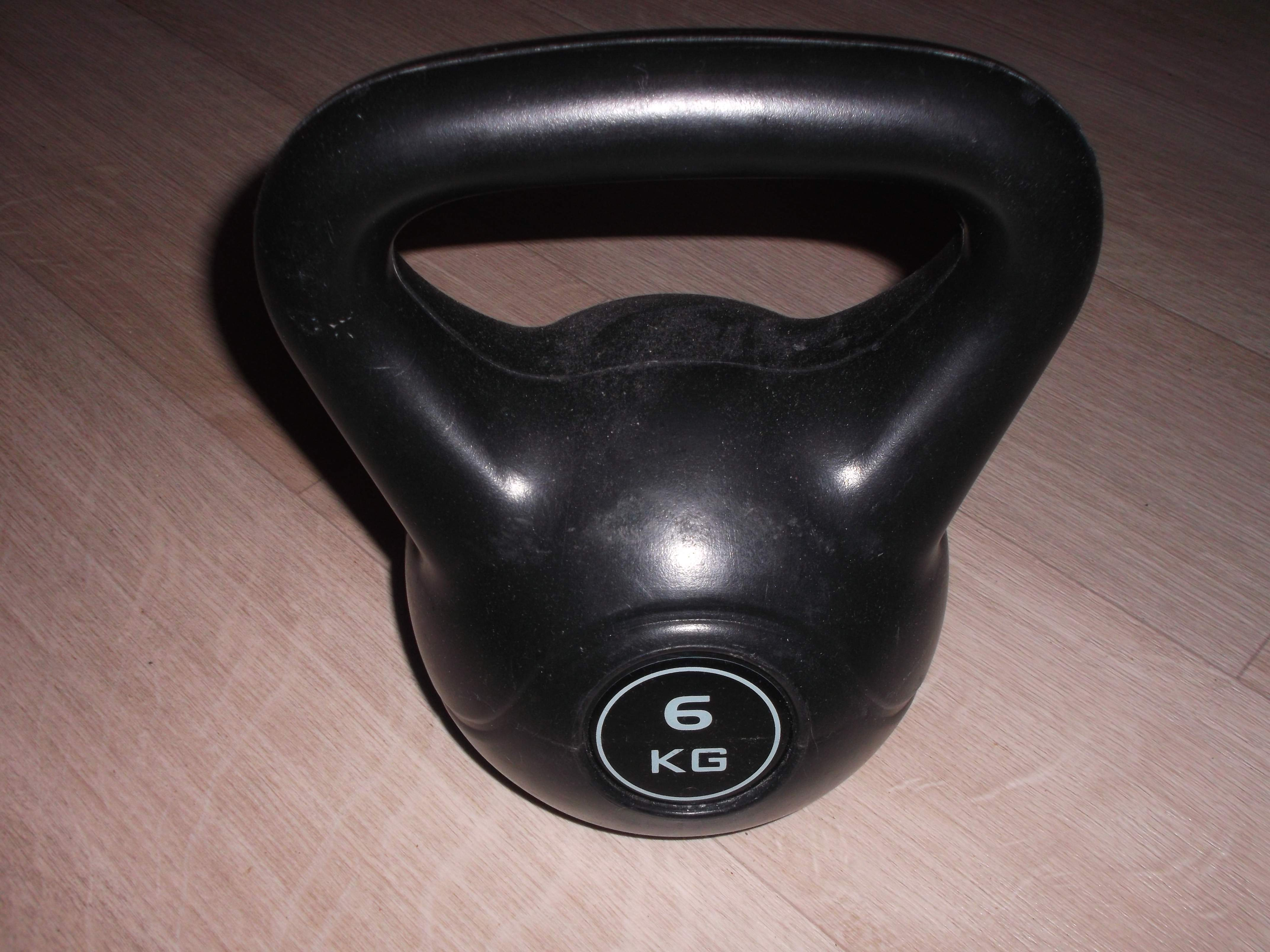
Moderne kettlebell voor fitness, 6 kg

Een kettlebell of girya (Russisch: гиря, girja) is een gietijzeren gewicht gelijkend op een kanonskogel met een handvat eraan.
Veelvoorkomende gewichten van kettlebells zijn: 8, 16, 24, 32, 40 en 48 kilogram.
Deze stappen zijn te verklaren door de vroeger gebruikte gewichtseenheid poed (16 kg)
De kettlebell werd eeuwen geleden al gebruikt in Rusland voor allerlei trainingsdoeleinden, vooral sporters en militair personeel trainden ermee. De gebruikers voor de kettlebell werden Gireviks genoemd. De kettlebell verscheen voor het eerst in het Russisch woordenboek in 1704.
Tegenwoordig staan er vaak kettlebells in een sportschool en worden ze niet meer specifiek gebruikt door sporters en militairen.
Het wereldrecord kettlebell hooggooien met één hand staat op naam van de Duitser Dennis Kohlruss. Op 26 november 2017 gooide hij een originele (Russische) kettlebell van 26 kg over een hoogte van 510 cm, bij de finale van de wereldwijde circuitwedstrijd Strongman Champions League in Mexico van 25 tot en met 27 november 2017.